# Dragobodo
Dragobodo, auch Tragobodo war von ca. 659 bis 700 Bischof von Speyer. In der offiziellen Zählung der Speyerer Bischöfe wird er als der fünfte Bischof des Bistums genannt. Er gilt als Gründer des Klosters Weißenburg im Elsass.

## Überlieferung
Dragobodo wird in der ältesten Speyerer Bischofsliste, die zwischen 1078 und 1088 in der Abtei Schäftlarn entstand, unter dem Namen „Tragobodo“ und schon an zweiter Stelle geführt. Allerdings ist dort die Gruppe der ersten acht Bischöfe unvollständig und in Unordnung.

## Wirken
Laut einer Urkunde vom 24. Februar 700 hat er die Abtei Weißenburg 661 errichtet und war vermutlich auch deren erster Abt.
König Childerich II. († Herbst 675) stellte zwischen dem 18. Oktober 662 und dem 4. März 675 der Speyrer Bischofskirche ein Immunitätsprivileg aus, wonach „die Kirche von Speyer, welche der Mutter des Herrn und dem Hl. Stephan geweiht ist und welcher der apostolische Vater Dragobodo als Bischof vorsteht, auf den Zuspruch der apostolischen Männer, Chlodulf, des Bischofs von Metz und Chrotar, des Bischofs von Straßburg, ferner auf die Fürsprache der Herzöge Amalrich und Bonnifaz und auf den Rat der Königin Ennehilde, von jeder Forderung von Steuer, welche die königliche Kammer zu erheben berechtigt ist, befreit sein soll.“
Bischof Dragobodo unterzeichnete 664 auf der Synode zu Trier als Bischof von Speyer auch die Urkunde zur Gründung des Klosters Saint-Dié in den Vogesen. Mit ihm unterschrieben wieder die Bischöfe Chlodulf von Metz und Chrotar von Straßburg.

## Wissenswert
Während der Regierungszeit von Dragobodo wurde am 10. September 670, im Bienwald, unweit von Speyer, nahe dem heutigen Ort Rülzheim, Bischof Theodard von Maastricht (Diethard), von fränkischen Adeligen ermordet. Er befand sich auf der Reise zum König, um gegen die Unterdrückung der Kirche in seinem Gebiet zu protestieren. Die Leiche des Oberhirten wurde zunächst am Tatort beigesetzt, später von seinem Schüler, dem heiligen Lambert, nach Lüttich überführt. Der ermordete Bischof wird als Heiliger verehrt. An der Todes- und ersten Grabstätte entstand eine Kapelle, das sogenannte „Dieterskirchel“. Der Ort wurde zu einer bis heute besuchten Wallfahrtsstätte und ist eine der ältesten im Bistum Speyer.